# Pero semibrunnea
Pero semibrunnea är en fjärilsart som beskrevs av Paul Dognin 1911. Pero semibrunnea ingår i släktet Pero och familjen mätare. Inga underarter finns listade i Catalogue of Life.